# Joanis Tamuridis
Joanis (Janis) Tamuridis (gr. Γιάννης Ταμουρίδης, ur. 3 czerwca 1980 w Salonikach) – grecki kolarz torowy, szosowy i górski, dwukrotny medalista torowych mistrzostw świata.

## Kariera
Pierwszy sukces w karierze Joanis Tamuridis osiągnął w 1996 roku, kiedy wygrał szosowy wyścig Anatoli Kisawos. Rok później został mistrzem Grecji w kolarstwie torowym, górskim i szosowym. Na igrzyskach śródziemnomorskich w Tunisie w 2001 roku był szósty w indywidualnej jeździe na czas. Na rozgrywanych cztery lata później mistrzostwach świata w Los Angeles zdobył srebrny medal w wyścigu punktowym, ulegając tylko Wołodymyrowi Rybinowi z Ukrainy. W 2006 roku, podczas mistrzostw świata w Bordeaux zdobył brązowy medal w scratchu, przegrywając jedynie z Francuzem Jérômem Neuvillem i Argentyńczykiem Ángelem Darío Collą. Ponadto na igrzyskach śródziemnomorskich w Pescarze w 2009 roku zdobył brązowy medal w indywidualnej jeździe na czas. Od 2010 roku skoncentrował się na kolarstwie szosowym, jest zawodnikiem drużyny SP Tableware Cycling Team. Olimpijczyk z Londynu (2012) – zajął 110. miejsce w wyścigu ze startu wspólnego.